# Странє (Шмарє-при-Єлшах)
Странє (словен. Stranje) — поселення в общині Шмарє-при-Єлшах, Савинський регіон, Словенія. 
Висота над рівнем моря: 259 м.